# Crkva Blažene Djevice Marije u Komiži
Crkva Blažene Djevice Marije (Gospe od Planice), crkva u Kostirni kod Komiže, Vis, zaštićeno kulturno dobro

## Opis dobra
Crkva Gospe od Planice u Kostirni na otoku Visu smještena je uz staru cestu koja vodi iz Visa u Komižu. U povijesnim izvorima spominje se 1668.g. Kružnog je tlocrta s plitkom pravokutnom apsidom na istoku, a građena je kamenom. Na vrhu krovišta s izbačenim krovnim vijencem u obliku romboidno postavljenih cigli ima lanternicu. U strukturi ziđa razaznaju se tri faze gradnje, iako crkva stilski pripada baroknom slogu. Zidovi unutrašnjosti crkve ožbukani su bijelom žbukom, a pod kupolom završavaju profiliranim kamenim napustom. U apsidi je mali kameni barokni oltar sa slikom „Susret Marije i Elizabete ".

## Zaštita
Pod oznakom Z-5695 zavedena je kao nepokretno kulturno dobro - pojedinačno, pravna statusa zaštićena kulturnog dobra, klasificirano kao "sakralna graditeljska baština".